# 山欖鍊介殼蟲
山欖鍊介殼蟲（学名：Asterolecanium corallinum）为鏈介殼蟲科鍊介殼蟲屬下的一个种。